# 湯壺の滝
湯壺の滝（ゆつぼのたき）は、徳島県佐那河内村にある嵯峨川の滝。落差は約8m。

## 地理
園瀬川の支流である嵯峨川の上流部にかかり、大きく3条に分かれて落ちる滝である。
大きな岩の頂上を乗り越えて中央に落ちる細い滝と、岩の左右を流れ、いくつかの岩にぶつかり方向を変えて落ちる滝からなる分岐爆である。

## 交通
- JR「徳島駅」より車で約40分。